# ダ・ヴィンチ・コード (映画)
『ダ・ヴィンチ・コード』（The Da Vinci Code）は、2006年のミステリサスペンス映画。ダン・ブラウンの2003年の同名小説を原作とし、監督はロン・ハワード、脚本はブラウンとアキヴァ・ゴールズマンが務めた。トム・ハンクス、オドレイ・トトゥ、イアン・マッケラン、アルフレッド・モリーナ、ユルゲン・プロホノフ、ジャン・レノらが出演する。
全世界での公開週末の興行収入が2億2400万ドル、全世界での累計興行収入が7億6000万ドルとなり、2006年の映画の中で2番目に高い興行収入を記録するとともに、ハワード監督のこれまでの作品の中で最も高い興行収入を記録した。しかし、批評家からは概ね否定的な評価を受けた。その後、『天使と悪魔』（2009年）と『インフェルノ』（2016年）の2つの続編が製作された。

## ストーリー
ルーヴル美術館の館内で館長であるジャック・ソニエールの射殺体が発見された。不思議なことにその身体はダ・ヴィンチによる「ウィトルウィウス的人体図」を模した形になっていた。さらに奇妙な事はそれがソニエール自身の意思によるものであることだった。
パリで講演を行い、書店でサイン会を行っていたハーバード大学のロバート・ラングドン教授は、フランス警察のベズ・ファーシュ警部に呼び出され、宗教象徴学の専門家として捜査協力を求められる。ロバートとソニエールは面識があり、事件の当日突然連絡をしてきた彼と会う約束をしていたものの、約束の場に現れなかった。ロバートはすぐさま警部と共にルーヴルを訪れ現場の検証を行うが、ソニエールの意図は掴めない。困惑するロバートの前に現れた暗号解読官のソフィー・ヌヴーは、彼の身に危険が迫っていると告げる。彼女は、現場にソニエールの手によりロバートの名が残されており、すでにこの殺人の容疑者としてファーシュが逮捕する気であることを説明した。しかしソフィーによればソニエールは自分の祖父であり、現場に残っていたのは「ロバート・ラングトンを探し出して彼に託せ」という意味であるという。ロバートは今一度ソニエールが床に残したメッセージを見直し、そこからダ・ヴィンチの名と、絵の裏に隠された鍵を発見する。
この鍵こそ、ソニエールが狙われた理由であり、二人に残した遺志に違いないが、その正体を見極める前にファーシュの手に落ちれば彼の死は無駄になり、濡れ衣を晴らすことも難しくなる。ロバートとソフィーは警察の目を逃れてルーヴルを抜け出すことに成功するが、ファーシュの疑念はいっそう深くなり、追及の手も厳しさを増してしまう。ロバートは旧友であるリー・ティービングの屋敷を訪れて意見を仰ぐが、そこで事件の背後に潜む恐るべき物語の示唆を受ける。それは聖書にも記される失われた聖遺物、聖杯を巡る確執である。長い歴史の中で何度も繰り返され、しかし明るみに出ることなく隠された戦い。それこそがこの事件を動かす者たちが持つ動機であるというのだ。
そしてダ・ヴィンチもまた、作品を通じて暗号（コード）を残し、それにはキリスト教の歴史を根底から覆す意味が隠されているという。それが著名な壁画「最後の晩餐」だ。聖書では生涯を独身で終えたはずのイエス・キリストだが、実はマグダラのマリアと呼ばれる女性と結婚をしており、その女性とはヨハネのことであった。そして磔にされたとき、彼女はキリストの子供を身ごもっていた、とにわかには信じられない説をリーは語る。キリストの死後、マリアは女児を生み、その女児はキリストの継承者となったが、男性を権威の根源とするカトリック教会は彼女の存在を否定し、キリストの血を絶つために魔女狩りを行った。その後、マリアの遺体と彼女の子孫はシオン修道会によって秘匿されたという。
ロバートは、聖杯の正体はキリストの継承者であるマリアの子孫だと確信するが、そこにカトリック教会と手を組むオプス・デイの殺し屋シラスが現れ、聖杯の暗号（クリプトロジー）を奪おうとする。シラスはリーに倒され、ロバートたちは駆け付けた警察から逃れるため、聖杯が存在するロンドンに向かう。一方、ファーシュはオプス・デイのアリンガローサ司教と連絡を取り、ロバートたちを追って渡英する。
ロンドンに到着したロバートたちは、聖杯が眠る可能性があるテンプル騎士団の墓所に向かうが、そこには聖杯はなかった。拘束を解いたシラスが逃げ出し、さらにリーのバトラーであるルュガルデが裏切り、彼を人質にして逃走する。ロバートとソフィーは聖杯を探すため、暗号を手掛かりにシオン修道会総長だったアイザック・ニュートンの墓所ウェストミンスター寺院に向かう。しかし、そこには連れ去られたリーが待ち伏せしており、彼こそが一連の事件の黒幕だったことを告白する。リーは、シオン修道会が「新世紀を迎えた時にキリストの継承者の存在を公表する」という方針を反故にしたことに反発し、オプス・デイを利用して聖杯の在処を暴き出そうと企んでいた。リーはソフィーを人質にして、ロバートにダヴィンチの暗号を解くように命令するが、彼はそれを拒否してクリプテックスを放り投げてしまう。床に落ちたクリプテックスは壊れて聖杯の在処は分からないままとなり、リーは駆け付けたファーシュに逮捕される。
リーはクリプテックスを破壊したロバートを責め立てるが、彼の表情から、彼が聖杯の在処を突き止めたことを知って狂喜しながら連行されていく。ロバートとソフィーは聖杯の眠る墓所に向かうが、そこには既にマリアの棺はなかった。しかし、そこにはシオン修道会が残した大量の史料があり、その中にはソニエールの物もあった。ロバートはその中から、ソフィーの家族が事故死した新聞記事を見付け出すが、記事には「家族全員が死亡」とあり、さらに一家の名前もソフィーとは異なっていた。ロバートは、ソフィーとソニエールとの間には血縁関係がないことを突き止め、彼女こそがキリストの継承者であるマリアの子孫だと語る。墓所を出た二人の前に、老女に率いられたシオン修道会のメンバーが姿を現し、マリアの子孫が戻ってくることを長い年月待っていたと語る。その老女はソフィーの本当の祖母であり、ソフィーは彼女たちに迎えられる。
ソフィーと別れてパリに戻ったロバートはルーヴル美術館に向かい、ルーヴル・ピラミッドの前に跪く。ルーヴル・ピラミッドの地下には、ソニエールによって運び込まれたマリアの棺が安置されていた。

## キャスト
| 役名                   | 俳優                                   | 日本語吹替                    | 日本語吹替                                   |
| 役名                   | 俳優                                   | 劇場公開版                    | フジテレビ版                                 |
| ---------------------- | -------------------------------------- | ----------------------------- | -------------------------------------------- |
| ロバート・ラングドン   | トム・ハンクス                         | 江原正士                      | 江原正士                                     |
| ソフィー・ヌヴー       | オドレイ・トトゥ                       | 安藤麻吹                      | 甲斐田裕子                                   |
| リー・ティービング     | イアン・マッケラン                     | 坂口芳貞                      | 青野武                                       |
| シラス                 | ポール・ベタニー                       | 加瀬康之                      | 藤原啓治                                     |
| アリンガローサ         | アルフレッド・モリーナ                 | 原康義                        | 石住昭彦                                     |
| ファーシュ             | ジャン・レノ                           | 菅生隆之                      | 石塚運昇                                     |
| ジャック・ソニエール   | ジャン＝ピエール・マリエール           | 藤本譲                        | 小山武宏                                     |
| アンドレ・ヴェルネ     | ユルゲン・プロホノフ                   | 西村知道                      | 金尾哲夫                                     |
| レミー・リュガルテ     | ジャン＝イヴ・ベルトロット             | てらそままさき                | 大塚芳忠                                     |
| ジェローム・コレ       | エチエンヌ・シコ                       | 郷里大輔                      | 北川勝博                                     |
| シスター・サンドリーヌ | マリー＝フランソワーズ・オードラン     | 玉井碧                        | 谷育子                                       |
| バチカン長官           | フランチェスコ・カーネルッチ           | 城山堅                        | 塚田正昭                                     |
| サンクレール夫人       | リタ・デイヴィス                       | 京田尚子                      | 谷育子                                       |
| 記者マイケル           | セス・ガベル                           | 今井朋彦                      | 桐本琢也                                     |
| バスの若者             | シェーン・ザラ                         | 伊丸岡篤                      |                                              |
| ドゥーセント           | アンディ・クラーク                     | 星野貴紀                      | 竹田雅則                                     |
| アメリカ人女性         | セレッタ・ウィルソン                   | 寺内よりえ                    | 小宮山絵理                                   |
| フランス警察の刑事     | クライヴ・カーター                     | 石住昭彦                      | 浦山迅                                       |
| ルドゥー巡査           | ライオネル・ガイ=ブレモン              | 石上裕一                      | 居谷四郎                                     |
| ソフィーの母           | クリシャン・エマヌエル                 | 笹森亜希                      |                                              |
| ジャンキー             | グザヴィエ・ドゥ・ギュボン             | 千々和竜策                    | 佐藤健輔                                     |
| 銀行警備員             | トニオ・デッサンヴェル                 | 里見圭一郎                    | 永田昌康                                     |
| DCPJ技術者             | ローランド・メヌー                     | 志村知幸                      |                                              |
| 女性警察官             | レイチェル・ブラック                   | 北西純子                      |                                              |
| 生徒                   | エグランティーヌ・ランボヴィル＝ニコル | 宇乃音亜季                    | 平野夏那子                                   |
| その他声の出演         | その他声の出演                         | -                             | 青山穣 真堂圭 瀬尾恵子                       |
|                        |                                        |                               |                                              |
| 演出                   |                                        | 清水洋史                      | 清水洋史                                     |
| 翻訳                   |                                        | 松崎広幸                      | 松崎広幸                                     |
| 監修                   |                                        | 越前敏弥                      | 越前敏弥                                     |
| 調整                   |                                        | 田中和宏                      | 山本和利                                     |
| 録音                   |                                        | 佐々木彰                      | オムニバス・ジャパン                         |
| プロデューサー         |                                        | 吉岡美惠子                    | 中島良明 小林裕幸 （フジテレビ）             |
| 効果                   |                                        |                               | サウンドボックス                             |
| 制作担当               |                                        | 林隆司 津田剛士               |                                              |
| 制作                   |                                        | ソニー・ピクチャーズ 東北新社 |                                              |
| 初回放送               |                                        |                               | 2009年5月16日 『土曜プレミアム』 21:00-23:55 |

## スタッフ
- 監督：ロン・ハワード
- 原作：ダン・ブラウン
- 製作：ブライアン・グレイザー、ジョン・コーリー
- 製作総指揮：トッド・ハロウェル、ダン・ブラウン
- 脚本：アキヴァ・ゴールズマン
- 撮影：サルヴァトーレ・トティーノ
- 編集：ダニエル・P・ハンリー、マイク・ヒル
- 美術：アラン・キャメロン
- 衣装デザイン：ダニエル・オーランディ
- 作曲：ハンス・ジマー
- 視覚効果：ムービング・ピクチャー・カンパニー、ダブル・ネガティブ

## 製作
シラス役のポール・ベタニーは、企画の当初スケジュールが合わずに出演を断念せざるを得なかったが、他の役者をオーディションしてもなかなか納得できる配役が決まらず、監督のロン・ハワードが「ベタニーじゃないとこの難役は無理だ」と考え、無理を押してベタニーにシラス役を頼んだ。ベタニーはシラス役を演じるにあたり色素欠乏症を特殊メイクで施すため全身の体毛を剃っている。
トム・ハンクスは天然パーマだが、本作の為に若干髪の毛を伸ばした上でストレートパーマに矯正している。またこの映画の撮影中、服に下着の線が出るのを嫌い、服の下には何も付けずに撮影を行った。
ジャック・ソニエールの死体は、当初の全体像だと人形で顔のアップだけマリエールを使う予定であったが、マリエールの型を取って製作された人形があまりにもリアルで出来が良かったため、死体の映像は人形ですべて撮影された。
音楽は当初はロン・ハワードと親しいジェームズ・ホーナーが担当することになっていた。
映画のロケは2005年7月のホテルリッツの場面から開始された。原作でラングドンが宿泊したのは512号室である。映画も一部のシーンが実際の客室で撮影された。ラングドンがヴァンドーム広場に出てくるシーンの撮影時には一般の通行を遮断した。その撮影時には広場に100人ものスタッフで埋め尽くされた。
ルーヴル美術館で撮影が行われたが、同美術館で映画の撮影が許可されたのは本作が初である。同美術館に所蔵されているモナ・リザも登場しているが、直接照明を当てることは許可されなかったので、撮影には複製を使っている。ウェストミンスター寺院での撮影は拒否されたため、そのシーンはウィンチェスター大聖堂とリンカーン大聖堂で撮影された。
リー・ティービングの邸宅として登場するヴィレット城は、パリ北西約40kmの所に実在する。2006年時点ではカリフォルニアで不動産業を営む女性オリビア・ベッカーが個人所有しており、普段は一般客の宿泊や料理教室、ウェディングパーティなどで利用されている。ベッカーは原作者ダン・ブラウンの妻ブライズと知り合いで、夫婦は城に遊びに来たこともある。城内でも撮影が行われたが、書斎の調度品は撮影用にほぼ入れ替えられた。

## 評価
レビュー・アグリゲーターのRotten Tomatoesでは231件のレビューで支持率は25%、平均点は4.80/10となった。Metacriticでは40件のレビューを基に加重平均値が46/100となった。
カンヌでのプレス向け試写会で鑑賞したジャーナリスト及び批評家達には不評であり、劇中の重要なシーンでは失笑され、拍手の代わりに口笛を吹かれるほどであった。ゴールデンラズベリー賞（ラジー賞）の最悪監督賞にノミネートされたが、受賞は免れている。

### 宗教的議論
記録的な興行収入を達成した一方で宗教的な理由から物議を醸しており、国によっては上映禁止措置や上映反対運動が行なわれている。例えばサモアでは、若者のキリスト教の信仰に悪影響を与えるという理由から、キリスト教の指導者を試写会に招いた上で上映禁止となった。インドや中国、エジプト、イエスをキリストとして認めないイスラム教国パキスタンでも上映禁止となった。また、教会（特にカトリック）指導者も強く反発している。指導者の中には信者に対して鑑賞しないように訴える者がいる一方で、神学的見地からの冷静な論争の必要性を呼びかける者もいる。フィリピンではR-18指定（18歳未満は鑑賞禁止）で公開されている。他の国と違って上映禁止にならずR-18指定になっていることについて、フィリピン政府は「事実と虚構を区別する必要がある」としている。

## Blu-ray/DVD/UMD
2006年11月3日にソニー・ピクチャーズ エンタテインメントよりDVD/UMDの2フォーマットをリリース。その後2009年4月29日にはBlu-ray Disc、2016年10月12日には Blu-ray Discの限定盤と4K Ultra HD Blu-rayをリリース。
- 4K Ultra HD Blu-ray
  - ダ・ヴィンチ・コード 4K Ultra HD ＆ブルーレイセット ※2016年10月12日/2枚組/通常版
- Blu-ray
  - ダ・ヴィンチ・コード エクステンデッド・エディション ※2009年4月29日/2枚組/Amazon.co.jp限定特殊ブック型ケース仕様
  - ダ・ヴィンチ・コード エクステンデッド・エディション ※2009年4月29日/2枚組/通常版
  - ダ・ヴィンチ・コード エクステンデッド・エディション ※2010年4月16日/1枚組/廉価版

※約25分の映像を追加したエクステンデッド本編のみを収録。総収録時間は約174分。
- - ダ・ヴィンチ・コード＆天使と悪魔　ブルーレイ・コンプリート・エディション ※2016年10月12日/5枚組/初回生産限定
- DVD
  - ダ・ヴィンチ・コード コンプリート・ボックス ※2006年11月3日/3枚組
  - ダ・ヴィンチ・コード デラックス・コレクターズ・エディション ※2006年11月3日/2枚組
  - ダ・ヴィンチ・コード ※2009年4月16日/1枚組

※コンプリート・ボックスは25分追加のエクステンデッド版本編を収録。デラックス・コレクターズ・エディションは劇場公開版本編を収録。
- UMD
  - ダ・ヴィンチ・コード ※2006年11月3日/1枚組

※本編は劇場公開版を収録。

## テレビ放送
- 2009年5月16日(土)、21:00-23:55、フジテレビにて地上波初放送された。45分拡大。（吹替はフジテレビ版）
- 2010年5月1日(土)、21:00-23:40、フジテレビにて放送された。30分拡大。（吹替はフジテレビ版）
- 2016年10月28日(金)、21:00-23:50、フジテレビにて4Kレストア版が放送された。58分拡大。（吹替はソフト版）
- 2020年6月10日(水)、19:30-21:54、BSテレビ東京の通常チャンネルと4K局で同時放送。約30分拡大。エンディングでは監修/原作翻訳者の越前敏弥がクレジットされなかった。（吹替はフジテレビ版）

### 地上波放送履歴
| 回数 | 放送局     | 番組名         | 放送日         | 放送時間      | 放送分数 | 吹替版       | 平均世帯視聴率 | 備考                                |
| ---- | ---------- | -------------- | -------------- | ------------- | -------- | ------------ | -------------- | ----------------------------------- |
| 1    | フジテレビ | 土曜プレミアム | 2009年5月16日  | 21:00 - 23:55 | 175分    | フジテレビ版 | 22.2%          | 地上波初放送 45分拡大               |
| 2    | フジテレビ | 土曜プレミアム | 2010年5月1日   | 21:00 - 23:40 | 160分    | フジテレビ版 |                | 30分拡大                            |
| 3    | フジテレビ |                | 2016年10月28日 | 21:00 - 23:50 | 170分    | ソフト版     | 9.4%           | 58分拡大 4Kレストア版が放送された。 |